# Holographis tamaulipica
Holographis tamaulipica är en akantusväxtart som beskrevs av T.F. Daniel. Holographis tamaulipica ingår i släktet Holographis och familjen akantusväxter. Inga underarter finns listade i Catalogue of Life.